# Hägnsträsk
Hägnsträsk är en sjö i Geta kommun i Åland (Finland). Den ligger i den nordvästra delen av landskapet, 30 km norr om huvudstaden Mariehamn. Hägnsträsk ligger 36 meter över havet. Arean är 3,3 hektar och strandlinjen är 0,81 kilometer lång. Sjön  ingår i Norra Ålands havs avrinningsområde.   Den ligger på ön Fasta Åland.